# Sri-lankische Rugby-Union-Nationalmannschaft
Die sri-lankische Rugby-Union-Nationalmannschaft vertritt Sri Lanka in der Sportart Rugby Union. Sie gehört der dritten Stärkeklasse (third tier) an. Bislang konnte die Mannschaft sich noch nicht für eine Weltmeisterschaft qualifizieren.

## Geschichte

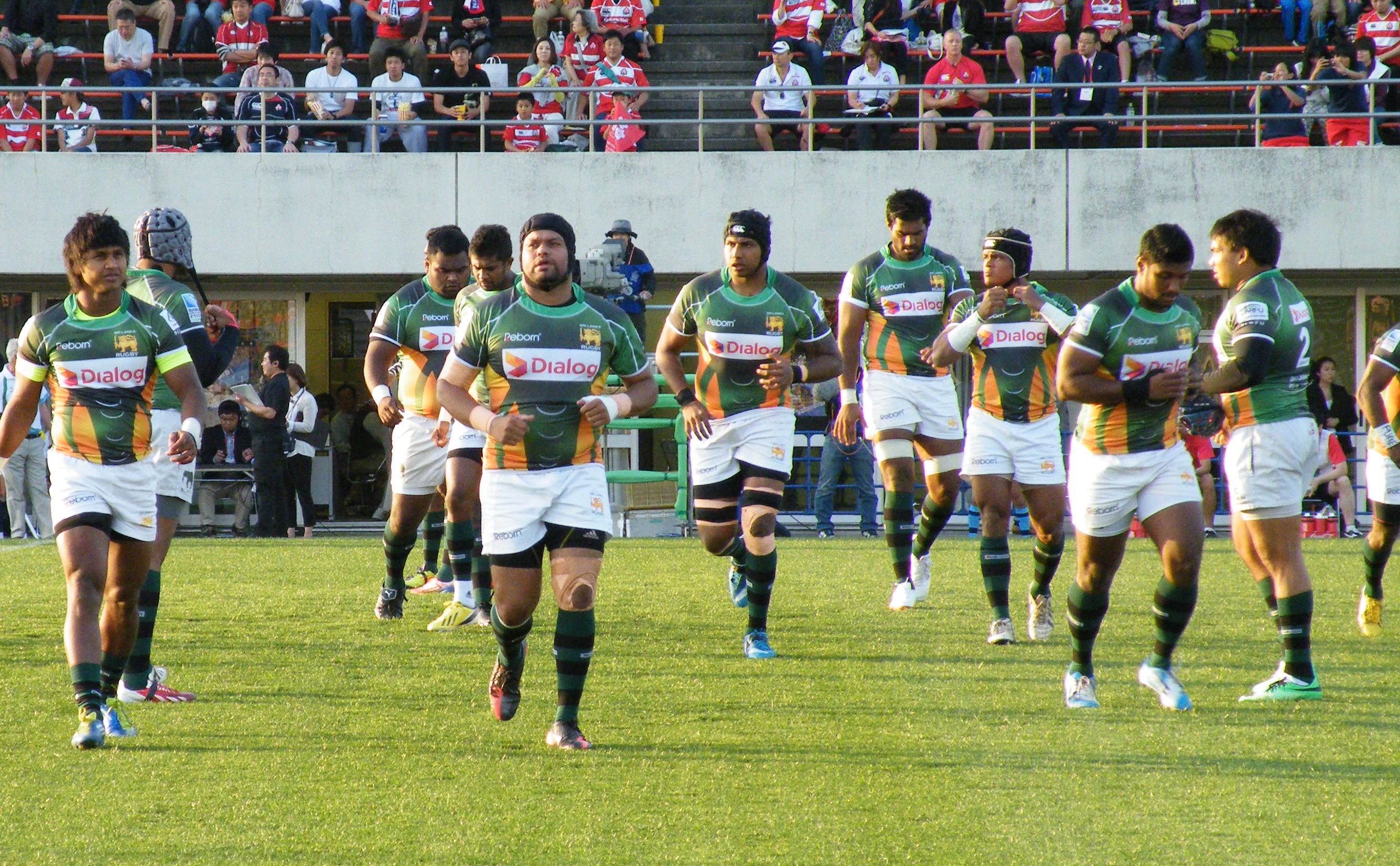
Sri Lanka bei den Asian Five Nations 2014 in Japan

Am 13. Januar 1970 spielte die sri-lankische Nationalmannschaft das erste offizielle Spiel seiner Geschichte gegen die Thailand, das mit 18:18 endete.
Bei der Qualifikation zur Rugby-Union-Weltmeisterschaft 1995 verlor das Team alle drei Spiele gegen Japan mit 3:67, Malaysia mit 18:23 und Taiwan mit 9:25 und schied infolgedessen aus.
Die erste Runde der Qualifikation zur Rugby-Union-Weltmeisterschaft 1999 schloss die Mannschaft als Erster ab, nach Siegen gegen Thailand mit 30:15 und gegen Singapur mit 18:15. In der zweiten Runde wurde zunächst Malaysia mit 37:15 bezwungen. Nach der 27:31-Niederlage gegen Taiwan und dem zweiten Platz war die Qualifikation vorbei.
In der ersten Qualifikationsrunde für die Rugby-Union-Weltmeisterschaft 2003 musste sich die Mannschaft mit China und Kasachstan messen, wobei das zweite Spiel gegen die Kasachen mit 14:20 verloren ging. Somit konnte auch der vorangegangene Sieg mit 9:7 gegen China der Mannschaft nicht helfen und die sri-lankische Auswahl schied aus.
Das Team meldete sich zur Qualifikation für die Rugby-Union-Weltmeisterschaft 2007 an. Nach zwei Siegen gegen Thailand mit 48:38 und gegen Singapur mit 34:17 wurde die Mannschaft Gruppenerster. Im entscheidenden Vergleich gegen den anderen Gruppensieger Kasachstan kam Sri Lanka zu einem 24:12-Erfolg und einer 19:25-Niederlage und kam eine Runde weiter, wo allerdings nach dem Sieg gegen China mit 30:0 und der 14:45-Niederlage gegen Hongkong die Qualifikation vorbei war.
Sri Lanka nahm in der ersten Division an den Asian Five Nations 2008 teil. Das Team belegte nach einem Unentschieden gegen Singapur mit 20:20 und einer Niederlage gegen Taiwan mit 23:35 den dritten Platz.
Durch den dritten Platz qualifizierte sich die Auswahl Sri Lankas für die erste Division der Asian Five Nations 2009, wobei das Team wieder den dritten Rang nach der Halbfinalniederlage gegen Taiwan mit 24:36 und dem 51:17-Sieg im Spiel um Platz drei gegen Thailand belegte.

## Ergebnisse bei Weltmeisterschaften
- Weltmeisterschaft 1987: nicht teilgenommen
- Weltmeisterschaft 1991: nicht teilgenommen
- Weltmeisterschaft 1995: nicht qualifiziert
- Weltmeisterschaft 1999: nicht qualifiziert
- Weltmeisterschaft 2003: nicht qualifiziert
- Weltmeisterschaft 2007: 2. Qualifikationsrunde